# Luapula (provincie)
Luapula is een van de tien provincies van Zambia met als provinciale hoofdstad Mansa. De provincie omvat een gebied van 50.000 km² met een bevolking van ongeveer een miljoen. De provincie is vernoemd naar de rivier Luapula en grenst in het oosten aan de provincie Northern en in het westen aan Congo-Kinshasa. De voornaamste bron van inkomsten is visserij.

## Districten
De provincie Luapula bestaat uit 12 districten (2022):
- Chembe
- Chiengi
- Chifunabuli
- Chpili
- Kawambwa
- Lunga
- Mansa
- Milenge
- Mwansabombwe
- Mwense
- Nchelenge
- Samfya

## PLARD
Het doel van het Program for Luapula Agriculture and Rural Development-Phase II (2010-2019) is het bevorderen van inkomenszekerheid en voedselvoorziening voor de inwoners van de provincie Luapula. Het wordt uitgevoerd door het Ministerie van Landbouw en Veeteelt. De kosten worden gedeeld door de overheden van Zambia en Finland.
Het programma bestaat onder andere uit de componenten Teelt van agrarische producten, Viskwekerijen, Veehouderij, Verbetering van de organisatie van het Ministerie op provinciaal niveau en sociale doelen gericht op onder meer hiv/aids-preventie, kwetsbare groepen en het milieu.
Central · Copperbelt · Eastern · Luapula · Lusaka · Muchinga· Northern · North-Western · Southern · Western